# The Nixons
The Nixons (formada en 1990) fue una banda estadounidense de rock alternativo, que logró cierto reconocimiento comercial a mediados de los años noventa, especialmente con la canción "Sister" del álbum Foma de 1995.

## Historia
La banda fue fundada en Oklahoma City por el cantante y guitarrista Zac Maloy, el guitarrista Jesse Davis, el bajista Ricky Brooks y el baterista Tye Robison. Lanzaron un EP titulado Six en 1992 y reemplazaron a Robison por John Humphrey, antes de lanzar Halo en 1994 bajo el sello Rainmaker Records. Este álbum incluye algunas canciones que harían parte del álbum Foma, su debut oficial, lanzado en 1995 por MCA Records. Foma incluía los éxitos radiales "Sister", " Happy Song", "Wire" y "Passion". La popularidad del disco los llevó a girar con bandas como Kiss, Sevendust, Slash's Snakepit, Brother Cane, Soul Asylum, Radiohead y Toadies. Foma escaló a la posición Nro. 77 en la lista Billboard 200.
Lanzaron el disco "The Nixons" en 1997 con MCA/Universal, el cual contenía los sencillos "The Fall", "Miss U.S.A." y "Baton Rouge". Su tercer álbum, Latest Thing, fue lanzado en el 2000.

## Discografía

### Estudio
- 1995 - Foma
- 1997 - The Nixons
- 2000 - Latest Thing

### EP
- 1992 - Six EP
- 1999 - Scrapbook EP

## Miembros
- Zac Maloy - voz, guitarra (1990–2000, 2017)
- Jesse Davis - guitarra (1990–2000, 2017)
- Ricky Brooks - bajo (1990–1997, 2017)
- John Humphrey - batería (1992–2000, 2017)
- Ricky Wolking - bajo (1997–2000)
- Tye Robison - batería (1990–1992)
- Ray Luzier - batería (2000)